# Zuzana Dřízhalová
Zuzana Dřízhalová, rozená Hanáková, (27. ledna 1975 Praha – 16. září 2011 Praha) byla česká herečka. Absolvovala pražskou DAMU, obor herectví. V době svého úmrtí byla členkou divadelního souboru Divadla Nablízko, kde účinkovala ve hře Vzducholoď a v dalších inscenacích. Hostovala též v Národním a ve Švandově divadle.

## Biografie
Jako mladá zpívala v Bambini di Praga. Vystudovala gymnázium a začala studovat Vysokou školu chemicko-technologickou. Na Divadelní fakultu Akademie múzických umění se nejdříve vůbec nehlásila, šla pomoct příteli, ale byla přijata ona.
Hrála v několika filmech (např. Den, kdy nevyšlo slunce, Návštěva staré paní, Vlci ve městě). Hrála v seriálech Rodinná pouta a Velmi křehké vztahy Marcelu Rubešovou, dále ve Zdivočelé zemi, Četnických humoreskách, Nemocnici na kraji města po dvaceti letech a Nemocnici na kraji města – nové osudy a svoji poslední roli odehrála tři měsíce před smrtí v Ordinaci v růžové zahradě 2. Jejím manželem byl scénograf a herec Hynek Dřízhal, se kterým vychovávala adoptovaného syna.
Zuzana Dřízhalová podlehla rakovině lymfatických uzlin. Již po diagnostikování choroby společně s dalšími pacientkami založila občanské sdružení Lymfom Help, které podporuje pacienty s onemocněním lymfatického systému. Nemocní se snaží motivovat ostatní pacienty, aby své praktické lékaře při potížích nutili k odbornějším vyšetřením, než je obvyklý odběr krve.